# Gaia Giacomoli
Gaia Giacòmoli (Casalmaggiore, 1º gennaio 1995) è un'ex rugbista a 15 italiana, già pilone del Colorno.

## Biografia
Nata a Casalmaggiore ma cresciuta a Viadana, iniziò a giocare a rugby a 14 anni con alcune amiche in una squadra locale; quando si trovò a dover intraprendere in maniera continuativa l'attività, tuttavia, si trasferì oltre il Po a Colorno, in provincia di Parma, dove il settore femminile della locale squadra era già consolidato.
Dopo l'esordio in serie A e diverse stagioni in cui si mise in luce a livello nazionale, fu convocata per il Sei Nazioni 2016 nel corso del quale debuttò proprio nella partita d'apertura contro la Francia; grazie alla vittoria contro la Scozia in tale torneo l'Italia guadagnò la qualificazione alla Coppa del Mondo di rugby femminile 2017 in Irlanda, alla quale Giacomoli risultò tra le convocate.
Dopo la manifestazione mondiale e il ritiro, internazionale o definitivo, di alcuni degli elementi chiave della Nazionale, Giacomoli ha trovato impiego più continuativo, disputando da titolare gli ultimi tre incontri del Sei Nazioni 2018 con due vittorie.
Dopo le ultime presenze in nazionale nel 2019 e la fine del campionato, decise il ritiro dall'attività sportiva per impossibilità di conciliarla con i suoi impegni professionali di fisioterapista.

## Palmarès
- Campionati italiani: 1
Colorno: 2017-18